# Hand wahre Hand
Hand wahre Hand ist eine hochmittelalterliche Rechtsregel:
Der Eigentümer einer beweglichen Sache, der diese einem anderen anvertraut hat, kann diese nur von ihm, nicht von einem Dritten herausverlangen. Wenn die Sache nicht gestohlen war, konnte der Eigentümer sie von einem gutgläubigen Erwerber nicht zurückverlangen. Das mittelalterliche Recht kannte schon im Grundsatz keine Klagen aus Eigentum, stattdessen Klage wegen Bruchs der Gewere. 
Diese Rechtsregel ist seit dem 14. Jahrhundert in verschiedenen norddeutschen Rechtsquellen belegt, der dazugehörige Rechtsgedanke findet sich bereits im Sachsenspiegel, Landrecht II, § 60 I. Daneben kennen andere mittelalterliche Rechtsquellen (etwa das Recht Goslars oder das Lübecker Recht) auch die gegenteilige Lösung. Die germanische Herkunft des Satzes ist zweifelhaft.